# 每天一蘋果，普京遠離我
每天一蘋果，普丁遠離我、一天一蘋果，普丁遠離我，以及吃苹果，氣普丁（英語：Eats apple to annoy Putin)，是2014年来波蘭網路上爲應對俄羅斯宣佈停止從該國進口蘋果而提出的口號。

## 背景
在2014年克里米亞危機、馬航17號班機擊墜事件後，波蘭與其他西方國家一起對俄羅斯實施制裁。而俄羅斯則宣佈進行報復性的制裁，比如，限制從西方進口蔬菜和水果。而俄羅斯以波蘭蘋果中殺蟲劑超標爲由，停止進口波蘭蘋果。

## 內容
爲了應對俄羅斯停止進口該國蘋果的情況，波蘭政府呼籲民眾多吃蘋果以增加蘋果的內銷量。波蘭果農協會負責人在接受採訪時稱：「如果波蘭每人每天吃五個蘋果，那麼俄羅斯就拿我們沒辦法了。」波蘭民眾隨後在互聯網上發起了「吃蘋果，抗普京」的活動，其口號就是「每天五個蘋果，普京遠離我」。同時，波蘭駐美大使要求美國多進口波蘭的蘋果。

## 影響
- 因爲沒有了波蘭蘋果，俄羅斯動物園裏的動物生活受到了影響，飼養員只能考慮更換食譜。[4]